# Saunameister

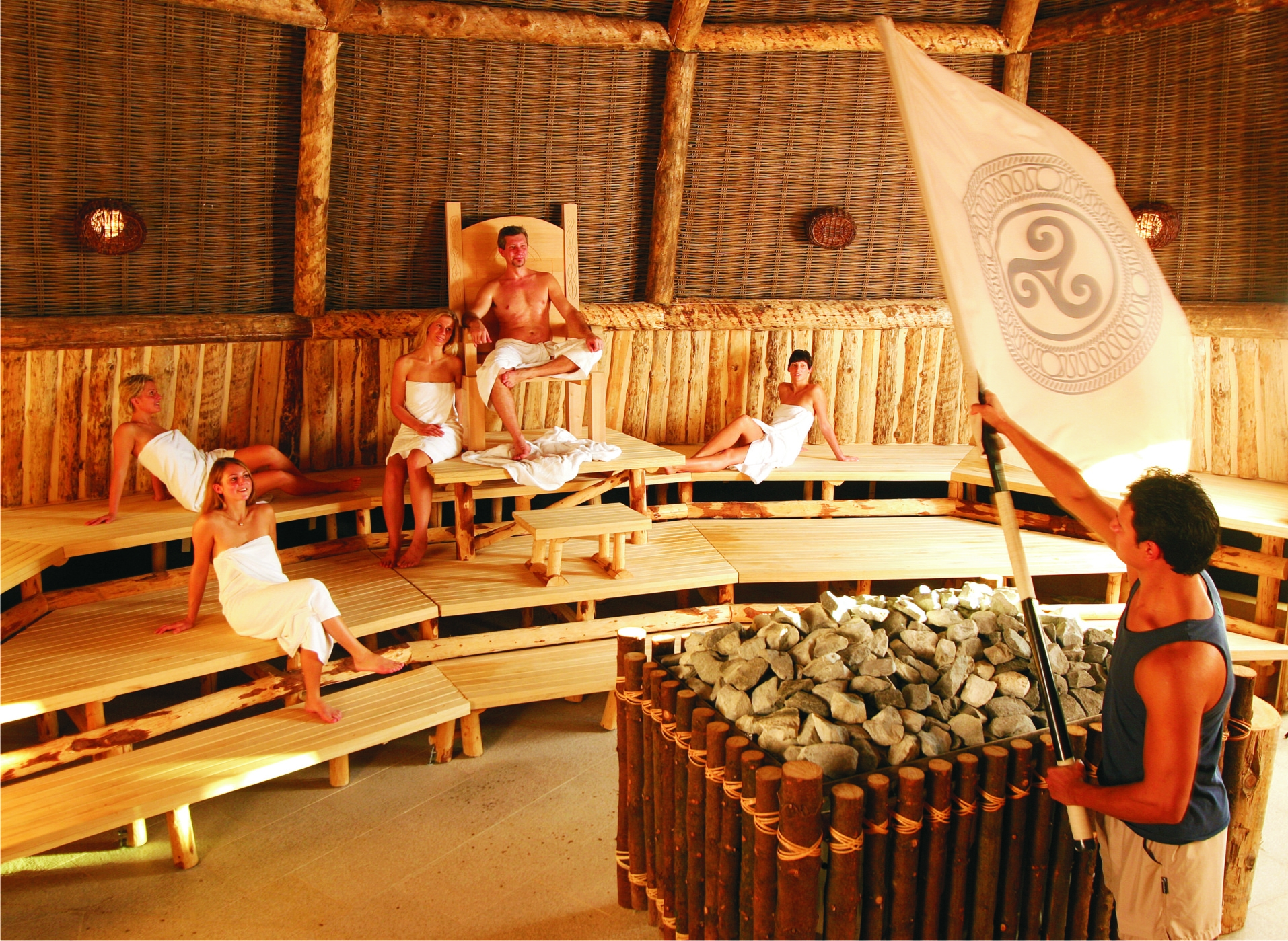
Saunameister (vorne rechts) während eines Aufgusses

Saunameister ist eine häufig verwendete Bezeichnung für eine Hilfsarbeitskraft im Gesundheits- bzw. Wellnessbereich. Die Bezeichnung ist nicht staatlich anerkannt und kann von jedem, der dieser Tätigkeit nachgeht ohne Ansehen seiner Aus- bzw. Weiterbildung geführt werden. 

## Aufgaben und Tätigkeiten
Saunameister betreuen Saunagäste und stellen den ordnungsgemäßen Zustand der Saunaeinrichtungen sicher. Ihre bekannteste Funktion ist der Aufguss auf den Saunaofen.
Saunameister sollen für einen gesundheitsfördernden Ablauf der Saunagänge für gesunde Menschen, die nur zur Entspannung und Erholung saunieren, sorgen.
Saunameister bedienen und überwachen die technischen Anlagen und kontrollieren die Temperatur der Saunaeinrichtungen und des Wassers. Außerdem wirken sie an der Sicherstellung der Einhaltung der einschlägigen Hygienevorschriften mit, indem sie beispielsweise vorgeschriebene Wasserproben entnehmen. Verwaltungstechnische Arbeiten führen sie ebenfalls aus. Die eigentliche „Saunameister-Ausbildung“ kann man bei einem „Saunameister-Seminar“ absolvieren.
In Einrichtungen der medizinischen Rehabilitation stehen für Besucher mit Beschwerden, denen die Sauna als therapeutische Maßnahme bzw. als Maßnahme im Rahmen einer Rehabilitation ärztlich verordnet wurde in der Regel Fachkräfte wie Masseure und medizinische Bademeister, die fakultativ an einer Weiterbildung zum Saunameister teilgenommen haben können, zur Verfügung. Diese klären die Saunagäste über gesundheitliche Auswirkungen des Saunierens auf und informieren über medizinische Zusatzbehandlungen und ihre therapeutischen Wirkungen. Risikopatienten weisen sie auf mögliche Gefahren des Saunierens hin. 

## Ausbildung
Zur Ausübung der Tätigkeit eines Saunameisters ist keine Ausbildung erforderlich, allerdings werden von verschiedenen Anbietern in Deutschland und Österreich Aus- und Weiterbildungskurse unterschiedlicher Dauer und Intensität angeboten. In einigen deutschen Bundesländern werden diese Kurse als Maßnahmen der Weiterbildung für medizinische Fachkräfte wie Masseure und medizinische Bademeister, Meister und Fachangestellte von Badebetrieben, Badehelfer, Gesundheits- und Krankenpfleger oder Physiotherapeuten anerkannt.